# Lepanthopsis
Lepanthopsis är ett släkte av orkidéer. Lepanthopsis ingår i familjen orkidéer.

## Bildgalleri

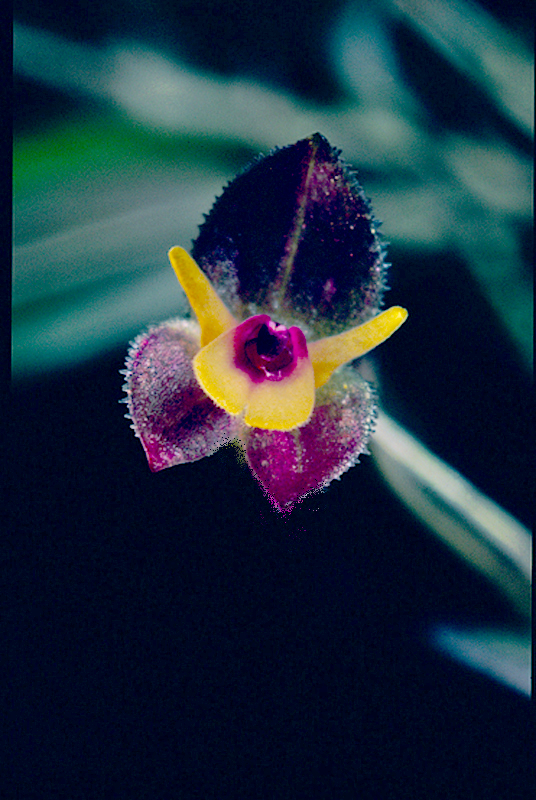

## Dottertaxa tillLepanthopsis, i alfabetisk ordning[1]
- Lepanthopsis abbreviata
- Lepanthopsis acetabulum
- Lepanthopsis acuminata
- Lepanthopsis anthoctenium
- Lepanthopsis apoda
- Lepanthopsis aristata
- Lepanthopsis astrophora
- Lepanthopsis atrosetifera
- Lepanthopsis barahonensis
- Lepanthopsis calva
- Lepanthopsis comet-halleyi
- Lepanthopsis constanzensis
- Lepanthopsis cucullata
- Lepanthopsis culiculosa
- Lepanthopsis densiflora
- Lepanthopsis dewildei
- Lepanthopsis dodii
- Lepanthopsis farrago
- Lepanthopsis floripecten
- Lepanthopsis glandulifera
- Lepanthopsis hirtzii
- Lepanthopsis hotteana
- Lepanthopsis lingulata
- Lepanthopsis melanantha
- Lepanthopsis micheliae
- Lepanthopsis microlepanthes
- Lepanthopsis moniliformis
- Lepanthopsis obliquipetala
- Lepanthopsis ornipteridion
- Lepanthopsis peniculus
- Lepanthopsis pristis
- Lepanthopsis prolifera
- Lepanthopsis pulchella
- Lepanthopsis purpurata
- Lepanthopsis pygmaea
- Lepanthopsis rinkei
- Lepanthopsis serrulata
- Lepanthopsis stellaris
- Lepanthopsis steyermarkii
- Lepanthopsis ubangii
- Lepanthopsis vellozicola
- Lepanthopsis vinacea
- Lepanthopsis woodsiana